# Gary Snyder
Gary Snyder (* 8. května 1930 San Francisco) je americký básník, představitel beat generation, esejista, lektor a environmentalista. Díky svému umění propojit buddhistickou spiritualitu a přírodu je občas nazýván „laureátem hlubinné ekologie“.
Snyder je autorem několika knih esejů (v češtině například Zemědům) a mnoha sbírek poezie, například Pulitzerovou cenou oceněné sbírky Želví ostrov. Vyučuje literaturu a filozofii divočiny na Kalifornské univerzitě v Davisu a se svou rodinou žije v San Juan Ridge v kalifornských horách Sierra Nevada.
Vystudoval literaturu, antropologii, japonštinu a čínštinu, pracoval v lesích a docích, studoval buddhistickou filozofii, určitý čas žil v buddhistickém klášteře, skládal básně a stal se jedním z představitelů beatnické generace. K jeho přátelům patřili Allen Ginsberg a Jack Kerouac, kterého Snyder inspiroval natolik, že podle něj vytvořil literární postavu Japhyho Rydera, známou z knihy Dharmoví tuláci.
Jako sociální kritik bývá Snyder zařazován k osobnostem typu Aldouse Huxleyho, Lewise Mumforda nebo Aldo Leopolda. Vedle své akademické dráhy na Kalifornské univerzitě se podílel na činnosti Kalifornského výboru pro umění.

## Mládí
Gary Sherman Snyder se narodil v kalifornském San Franciscu Heroldovi a Lois Snyderovým. Jeho rodina byla silně zasažena americkou hospodářskou krizí třicátých let a přestěhovala se nejprve do Kitsapu ve státě Washington a později do oregonského Portlandu. Během dětství v Kitsapu se Gary Snyder poprvé setkal s americkými indiány a začal projevovat živý zájem nejen o samotné indiány, ale i o jejich tradiční propojení s přírodou.
Snyderovi rodiče se rozešli a Gary, spolu se svou sestrou, byl vychováván pouze matkou, novinářkou v místních novinách. V raném mládí Snyder pracoval mimo jiné v tiskárně a oblíbil si cestování do hor.
V roce 1947 mohl díky školnému začít navštěvovat Reedovu střední školu, kde ve školním časopise publikoval své první básně. Jeho zájem o jiné kultury, stejně jako obyčejná potřeba financí, jej přivedla k občasné práci námořníka. Častý pobyt na moři podnítil zájem Snydera o oceány a aspekty hydrosféry. V roce 1951 Snyder ukončil studia zkouškami z antropologie a literatury a léto strávil jako dřevorubec v indiánské rezervaci Warm Springs, což jej inspirovalo k některým z jeho raných básní, později sestavených do sbírky The back country. V dalším roce Snyder pracoval v národním parku, kde se staral o předcházení rizik požárů. V té době se seznámil se základními myšlenkami buddhismu a prostřednictvím projevů buddhistických umělců s některými tradičními postoji Dálného východu vůči přírodě.
Studia antropologie na univerzitě v Indianě Snyder ukončil po jediném semestru a vrátil se opět do San Francisca, aby se pokusil uchytit jako básník.

## Beatnici
V San Franciscu dále rostl Snyderův zájem o zenbuddhismus. Ve skutečnosti to byly spisy D. T. Suzukiho, které jej vedly k rozhodnutí nepokračovat dále ve studiích antropologie. Místo toho se v roce 1953 nechal zapsat na Kalifornskou univerzitu v Berkeley ke studiu východních kultur a jazyků. V létě si vydělával jako dřevorubec nebo jako dělník při výstavbě železnice v Yosemitském národním parku. V roce 1955 se na několik měsíců sešel v Mill Walley s Jackem Kerouacem. Ve stejné době Snyder navštěvoval Americkou akademii asijských studií, kde vyučoval mimo jiné i takový znalec zenu jako Suzukiho žák Alan Watts.
Díky doporučení Kennetha Rexrotha se Snyder seznámil s Allenem Ginsbergem a toto období dodalo Kerouacovi dostatek inspirujících podnětů k napsání Dharmových tuláků. Snyder byl se svou zálibou ve všem přírodním, oregonským dětstvím a manuální kariérou mezi beatniky exotickým zjevem a Lawrence Ferlinghetti později Snydera nazval „Thoreauem generace beatniků“. Snyder sám viděl svou hlavní roli v přispívání ke vzájemnému poznávání Východu a Západu.

## Japonsko
O zenový buddhismus byl mezi beatniky všeobecný zájem, Snyder byl ovšem jedním z mála těch, kteří se zenem zabývali skutečně do hloubky. Většinu času v období let 1956 až 1968 strávil v Japonsku jako laik v zenových klášterech Šokoku-ji a Daitoku-ji a později, spolu se skupinou několika dalších lidí, na malém sopečném ostrůvku. Jeho předchozí studia psané čínštiny mu napomohla ke skutečně hlubokému vhledu do tradice zenu (s kořeny v Číně dynastie Tchang) a umožnila mu podílet se na odborných projektech během jeho pobytu v Japonsku.
Snyder však neměl v plánu stát se mnichem, naopak plánoval návrat do USA, aby „pootočil kolem dharmy“. Na několik let se jeho manželkou stala americká básnířka Joanne Kygerová, která s ním žila v Japonsku.
V té době vydal sbírku básní datovaných počátkem 50. let, Mýty a texty (1960) a Šest úryvků z Hor a cest bez konce (1965; zde jde však o počátek rozsáhlé práce, na níž Snyder pokračoval až do konce 90. let dvacátého století). Básně vyjadřují dosavadní Snyderovy životní zkušenosti, přibližují prostředí, které jej obklopovalo, jeho vhled do věcí takových, jaké jsou.
Jako účastník-pozorovatel byl Snyder v Japonsku zasvěcován nejen do praktik zenbuddhismu, ale i do starobylé formy japonského animismu zvaného Šugendo. Na počátku 60. let vycestoval spolu s Allenem Ginsbergem do Indie. Doprovázela je i Snyderova žena Joanne, brzy po návratu z Indie se však se Snyderem rozešla a později se rozvedli.
Snyder pokračoval v sebevzdělávání, konkrétně jej zajímala geomorfologie a lesnictví. Těmito oblastmi zájmů jsou do velké míry poznamenány jeho eseje, poskytnuté rozhovory a básnická tvorba. Po nějaký čas žil se skupinou japonských odpadlíků od většinové společnosti na ostrově Suwa-no-se, kde se znova oženil, tentokrát s Masou Ueharou, matkou jeho dvou synů.

## Pozdější básně a esejistika
V roce 1968 vydává Snyder sbírku básní The back country, v níž shrnuje tvorbu posledních dvaceti let. Na konci 60. let se spolu se svou ženou stěhuje do San Francisca, kde se narodil jejich první syn. Brzy poté se přesunují do hor Sierra Nevada v severní Kalifornii.
Regarding Wave z roku 1969 byla stylisticky zcela odlišná sbírka emočně silných, metaforických a lyriky plných básní. Otevřela období tvorby inspirované rodinou, přáteli a životem v místní komunitě. Po celá 70. léta Snyder reflektuje své zaujetí Amerikou a hnutím „žití v místě“. Za sbírku Želví ostrov obdržel v roce 1974 prestižní Pulitzerovu cenu.
Snyder napsal velké množství esejů, které uváděly do souvislostí jeho básnickou tvorbu a náhled na kulturu, komunitní experimenty a životní prostředí. K nejznámějším sbírkám esejů patří Praxe divočiny (1990) nebo Místo v prostoru (1995). Podstatou Praxe divočiny je autorův obdiv svobody a divokosti. Snyder – tulák, chodec a environmentalista – zde říká: „Aby byl člověk opravdu svobodný, musí přistoupit na základní pravidla, a to taková, jaká jsou – bolestivá, pomíjivá, nezkrocená, nedokonalá – a být přitom za pomíjivost vděčný.“
V 80. a 90. letech se Snyder vyjadřoval prostřednictvím veřejných přednášek a esejů ke všem svým oblíbeným tématům: kulturám různých národů, historii přírody, náboženstvím, sociální kritice, duchovním aspektům Ameriky, životu v souladu s přírodou. Většina z těchto veřejných projevů a esejů byla později souborně vydávána.
V roce 1985 se Snyder stal profesorem na kalifornské univerzitě v Davisu. Zde ovlivnil novou generaci autorů zabývajících se dálným východem. Přes zdánlivý odklon od básnické tvorby byla v roce 1996 vydána sbírka básní Hory a řeky bez konce, na níž Snyder pracoval čtyřicet let. Lyricko-epické básně z této sbírky jsou esencí toho nejlepšího ze Snyderovy tvorby. V roce 2004 mu vyšla sbírka zcela nových básní Danger on Peaks.
Do své poslední básnické sbírky This Present Moment zařadil báseň o své návštěvě Prahy nazvanou „The Bend in the Vlatava“.

## Východiska tvorby
Snyder vždy připouštěl, že jeho vnitřní citlivost vychází z intenzivního zájmu o americké indiány, jejich ovlivnění přírodou a život v souladu s ní. Zdá se, že indiánské chápání „stezek“ rezonovalo s jeho vlastním pojetím. Další důvěrně společné prvky objevil v buddhistické praxi, animistické iniciaci Jamabuši a díky dalším zkušenostem a praktikám.
K literárním vzorům Snydera patřili William Carlos Williams, D. H. Lawrence, William Butler Yeats a někteří z básníků staré Číny. Jeho postoj k poezii formovala antropologie, kultury přírodních národů, buddhismus a environmentalistika. „K mým celoživotním zájmům patří zkoumání, jak zkombinovat biologii, mysticismus, prehistorii a teorii všezahrnujících systémů,“ prohlásil Snyder v roce 1973 v rozhovoru pro New York Quarterly.
Snyder tvrdí, že básníci a lidé obecně se potřebují naučit posuzovat věci z dlouhodobého hlediska, zejména v případech, kdy je třeba zhodnotit důsledky svých činů. Jeho poezie se snaží vyplnit mezeru mezi přírodou a kulturou a najít cestu, jak je dále integrovat.

## Dílo
- Riprap and Cold Mountain Poems (1959)
- Myths & Texts (1960)
- Six Sections from Mountains and Rivers Without End (1965)
- The Back Country (1967)
- Regarding Wave (1969)
- Earth House Hold (1969)
- Smokey the Bear Sutra (1969)
- Turtle Island (1974)
- The Old Ways (1977)
- He Who Hunted Birds in His Father's Village: The Dimensions of a Haida Myth (1979)
- The Real Work: Interviews & Talks 1964-1979 (1980)
- Axe Handles (1983)
- Passage Through India (1983)
- Left Out in the Rain (1988)
- The Practice of the Wild (1990)
- No Nature: New and Selected Poems (1992)
- A Place in Space (1995)
- Mountains and Rivers Without End (1996)
- The Geography of Home (1999)
- The Gary Snyder Reader: Prose, Poetry, and Translations (1999)
- The High Sierra of California (2002)
- Look Out: a Selection of Writings (2002)
- Danger on Peaks (2005)
- Back on the Fire: Essays (2007)
- The Selected Letters of Allen Ginsberg and Gary Snyder, 1956-1991 (2009)
- Tamalpais Walking (2009)
- The Etiquette of Freedom (2010)
- Nobody Home: Writing, Buddhism, and Living in Places (2014).
- This Present Moment (2015)
- Distant Neighbors: The Selected Letters of Wendell Berry and Gary Snyder (2015)
- The Great Clod: Notes and Memoirs on Nature and History in East Asia (2016)

### Vydané v češtině
- Mýty a texty (Myths & Texts, 1960; česky 2021)
- Zemědům (Earth House Hold, 1969; česky 2000)
- Staré cesty (The Old Ways, 1977; česky 1995)
- Praxe divočiny (The Practice of the Wild, 1990; česky 2005)
- Místo v prostoru (A Place in Space, 1995; česky 2002)
- Hory a řeky bez konce (Mountains and Rivers Without End, 1996; česky 2007)
- Tahle báseň je pro medvěda (výbor z poezie 1947–1992, česky 1997)
- Nebezpečí na vrcholcích (Danger on Peaks, 2004; česky 2010)
- Tenhle okamžik (This Present Moment, 2015; česky 2023)

Dále je zastoupen ve sbírkách Obeznámeni s nocí (1967), Dítě na skleníku (1989) a Beatnici v Praze (2001).